# Броун, Георг Лоринг
Георг Лоринг Броун (англ. George Loring Brown; 1814—1889) — американский художник-пейзажист.

## Биография
Георг Лоринг Броун родился 2 февраля 1814 года в городе Бостоне. 
Первоначально занимался гравировкой на дереве под руководством Алонзо Хартвелла (англ. Alonzo Hartwell; 1805-1873), затем учился живописи у Вашингтона Олстона, после чего переехал в город  Париж, где стал учеником Луи-Габриэля-Эжена Изабе.
С 1840 по 1860 год проживал в Италии, после чего вернулся в родной город.
Согласно «ЭСБЕ», к лучшим его пейзажам принадлежат: «Палата дожей» и «Большой канал в Венеции», «Палермо», «Неаполитанский залив», «Fontana di Trevi» (в Риме), «Нью-Йоркский залив», «Лунная ночь в Венеции».
Георг Лоринг Броун умер 25 июня 1889 года.